# Alexandre Ostoujev
Alexandre Alexeïevitch Ostoujev, né Pojarov le 16 (28) avril 1874 à Voronej et mort le 1er mars 1953 à Moscou, est un acteur et tragédien russe puis soviétique.

## Biographie

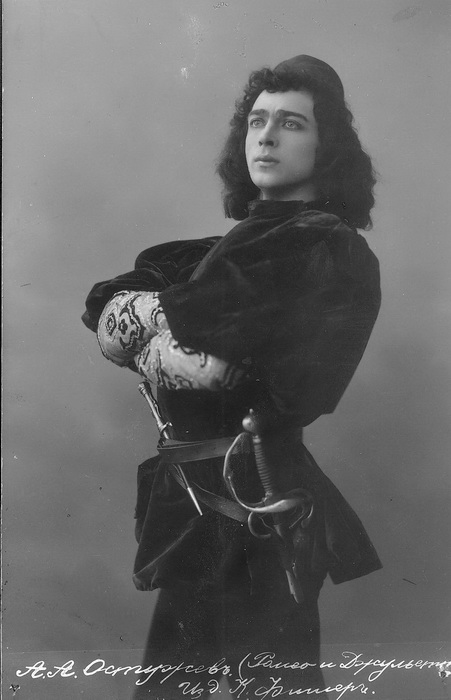
Ostoujev dans le rôle de Roméo en 1900

Alexandre Pojarov naît à Voronej dans la famille d'un machiniste de locomotive. Il étudie deux ans dans un collège technique, mais il renvoyé pour insolence et grossièreté envers un professeur au début de la troisième année. Il doit vivre de petits travaux, puis joue comme amateur sur des petites scènes de Voronej, lorsqu'il est remarqué par Alexandre Ioujine, tragédien au théâtre Maly de Moscou. Celui-ci le fait entrer à l'école de théâtre du Maly (aujourd'hui école Chtchepkine) et lui verse une pension de trois cents roubles par an. Il prend des cours auprès d'Alexandre Lensky et de Vladimir Nemirovitch-Dantchenko pendant deux ans.
Lensky forme sa propre compagnie en 1898 et invite le jeune Pojarov à la rejoindre qui adopte le nom de scène d'Ostoujev (ce qui vient du mot gel en russe), antonyme de son propre nom qui vient du mot feu. Il est possible que Lensky ait choisi aussi ce pseudonyme par opposition à son propre caractère enflammé. Il est tout de suite remarqué pour son interprétation du rôle de Roméo en 1901, mais Ostoujev est renvoyé à cause d'une bagarre avec un autre acteur. Il rejoint alors pendant la saison 1901-1902 le théâtre privé de Korsch, avant d'être à nouveau admis au Maly qu'il ne quittera plus pendant les cinquante ans à venir.

## Voix et surdité

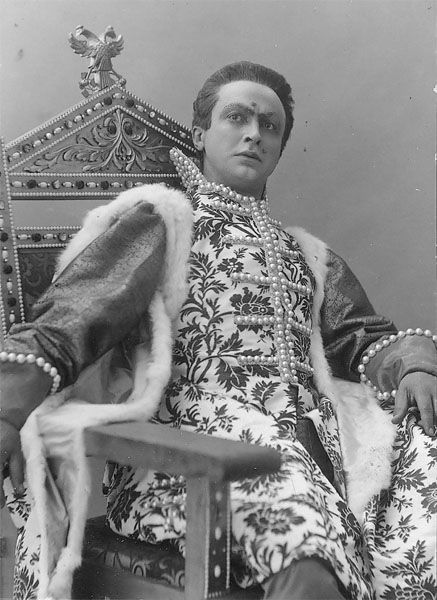
Ostoujev dans le rôle du Faux Dimitri en 1909

Ostoujev est admiré pour sa belle voix et au début pour son physique de jeune premier. Tommaso Salvini l'observe en 1900 dans son rôle de Cassio (Othello ou le Maure de Venise) et lui conseille d'adopter la carrière de chanteur d'opéra, car il doté d'un bel organe de baryton. Vsevolod Meyerhold, non sans fiel, estimait qu'il aurait été meilleur acteur s'il n'avait pas eu une si belle voix, et décrivait son ton comme une déclamation « à la Ostoujev. »
Il évolue au début du siècle vers des rôles plus complexes, comme celui de Neznamov dans Innocents coupables d'Ostrovski, où il explore la relation mère-fils avec la grande tragédienne de l'époque Ermolova, ainsi que dans Oswald dans Les Revenants d'Ibsen.
Sa carrière aurait pu cesser en 1908, car il commence à souffrir de la maladie de Menière qui affecte son oreille interne et il est sourd en 1910. Ostoujev avec une volonté surhumaine reste sur scène. En 1909, il joue le Faux Dimitri d'Ostrovski et ensuite, complètement sourd, des pièces de Shakespeare nouvellement montées au Maly, dans les rôles de Ferdinand (La Tempête), Orlando (La Nuit des rois) en 1912, ou Bassiano (Le Marchand de Venise) en 1916.
Il s'entraîne rigoureusement avant chaque rôle, apprend à lire sur les lèvres de ses partenaires, et mémorise tous les textes des autres acteurs. Il contrôle entièrement sa voix et admet qu'il puise une énergie et une concentration intérieures. Chez lui, Ostoujev se détend à des travaux de métallurgie dans son petit appartement moscovite qui ne comprend qu'une chambre et un atelier, à l'époque soviétique. Il était difficile de le diriger, aussi Sergueï Radlov, qui était directeur du Maly, lui écrit-il de longues lettres personnelles.

## Crise personnelle
Les années 1920 avec leurs expérimentations esthétiques représentent un tournant pour Ostoujev. Il se sent trop vieux pour jouer des rôles de jeune premier et le Maly demeure, grâce à la protection de Lounatcharki (qui est l'époux d'une actrice du Maly, Natalia Rozenel) le bastion de la tradition qui échappe à la fermeture par les autorités communistes. Il retrouve un premier rôle, celui du prince héritier, dans Le Rideau de fer de Rounda-Alexeïev, en 1923, puis joue Quasimodo dans Notre-Dame de Paris de Victor Hugo, en 1925. Toutefois son Marc-Antoine dans Jules César et son Fiesco dans Fiesco, ou la conspiration de Gênes de Friedrich von Schiller n'impressionnent pas le public et les représentations sont écourtées.
Il joue en 1929 Karl Moor dans Les Voleurs de Schiller et la pièce rencontre un vif succès, mais c'est le début d'une période d'obscurité pour Ostoujev. Il ne joue plus qu'en 1935 dans Othello et Vova dans Les Fruits de la science de Tolstoï, rôle qu'il estime lui être totalement étranger. C'est avec l'arrivée de Sergueï Radlov en 1935, alors que les autres acteurs se détournaient de lui, que sa carrière redémarre, grâce à Othello.

## Derniers succès
Othello est un immense succès à Moscou et des files d'attente se forment dès l'aube pour obtenir des billets. Les habitués déclarent à l'époque que la performance des acteurs dépassent celle d'Ermolova et de Ioujine autrefois. Ostoujev reçoit trente-sept rappels à la première du 10 décembre 1935. Il a soixante-et-un ans. En deux ans, le Maly programme la pièce plus de cent fois, pourtant Ostoujev a une attaque cardiaque à l'été 1936 ! Il interprète un « Othello qui doit inspirer de l'amour » et « son suicide est la punition de la source du mal ». Il est à noter que dans toutes les représentations de la pièce par la suite en URSS, tant au cinéma qu'au théâtre, la jalousie n'en est pas le thème principal.
Ostoujev joue ensuite dans Le Chevalier misérable de Pouchkine en 1937 et le rôle-titre dans Uriel da Costa de Karl Gutzkow en 1940. Pendant la guerre, il joue dans des brigades d'acteurs en tournée pour les soldats du front, et il en éprouve une grande joie, ressentant que « les soldats de ma patrie avaient besoin de moi ». Il retourne au Maly après la guerre pour jouer le narrateur de la version théâtrale de Guerre et Paix, tout en interprétant Uriel et Othello.
Il est désespéré de quitter le Maly, lorsqu'un autre acteur est choisi pour Uriel, alors qu'il est malade.

## Honneurs
Ostoujev reçut divers titres et décorations en Union soviétique, dont : 
- Deux fois l'ordre de Lénine
- Artiste du peuple de l'URSS (1937)
- Prix Staline (1943)

Une rue porte son nom à Voronej, sa ville natale.

## Source
- (en) Cet article est partiellement ou en totalité issu de l’article de Wikipédia en anglais intitulé « Alexander Ostuzhev » (voir la liste des auteurs).